# 모바일 상거래
모바일 상거래는 스마트 폰, 개인 정보 단말기, 기타 이동 전화 등을 이용한 은행 업무, 지불 업무, 티켓 업무와 같은 서비스를 하는 비즈니스 모델. 무선 데이터 장비를 이용하여 정보, 서비스, 상품 등을 교환하는 것이다. 안전한 지불 업무는 M-커머스의 핵심 중의 하나로 즉시성, 편의성, 개인성, 위치 인지성 등의 특징이 있다.
M-커머스 애플리케이션은 시간이 중요하고 이동이 많은 사람에게 어필한다. 여타의 방법보다 더욱 효율적으로 업무를 수행할 수 있는 서비스를 위해 확장되었다.

## 같이 보기
- 전자 상거래
- 모바일 뱅킹
- 모바일 마케팅
- 모바일 결제
- 모바일 앱